# Édgar Benítez
Édgar Benítez Santander  (Repatriación, 8 de noviembre de 1987) es un futbolista paraguayo. Juega como extremo izquierdo y su equipo actual es el Club Rubio Ñu de la Segunda División de Paraguay. 

## Trayectoria

### Estilo de juego
Una de sus características de juego más notables es su velocidad para transportar el balón, por la cual se ha ganado el apodo de Pájaro. Esta condición le permite iniciar sus avances desde algunos metros fuera del área, como un media punta, volviéndose muy difícil de marcar para los defensas adversarios. También es capaz de jugar en la posición de atacante más adelantado, bien de punta como un nueve, en donde suele explotar su agudo olfato goleador creando múltiples oportunidades para anotar. Además, cuando se abre por los costados puede cumplir la función de asistente gracias a su buena técnica.

### Club Libertad
En 2005 inició su carrera en el club Libertad de la Primera División de Paraguay a la edad de 17 años, debutando el 25 de junio en la última jornada del Torneo Apertura frente al club 3 de febrero. Anotó su primer gol exactamente tres meses después, el 25 de septiembre por la octava fecha del Torneo Clausura, con el cual logró una importante victoria en aquel momento para el cuadro gumarelo sobre el mismo rival que había enfrentado en su primer partido, el 3 de febrero. En su paso por la institución obtuvo dos campeonatos nacionales, aunque la mayor parte del tiempo ingresando como suplente debido a su aún escasa experiencia.

### Sol de América
En 2008 fue cedido en calidad de préstamo a Sol de América con el que se consolida como jugador titular, al punto de transformarse en gran figura, no solo de su equipo, sino del certamen local, consagrándose como máximo goleador del Clausura 2008 con catorce tantos, como así también de toda la temporada, al sumar los seis que convirtió en el Apertura, para un total de veinte concreciones.

### Pachuca C. F.
En diciembre del mismo año da otro gran paso en su carrera al ser transferido al Pachuca C. F. de México. Su debut con el equipo Tuzo, ocurrido el 2 de enero de 2009, no pudo ser mejor al abrir el marcador con un gol durante la primera jornada de la InterLiga 2009, frente al Tecos. Por si fuera poco, en la siguiente (5 de enero), vuelve a destacarse al ser el autor del único tanto que le dio el triunfo a su equipo, ante el Toluca. Su actuación individual a muy poco de llegado ya era por de más sobresaliente, y para no dejar dudas, registra dos goles más a su cuenta personal en el último y decisivo juego de aquel torneo que otorgaba dos cupos para la Copa Libertadores 2009, de los cuales uno de esos finalmente se lo adjudicó su equipo tras un dramático encuentro disputado el 11 de enero, ante el Atlas. Benítez, además, fue uno de los máximos goleadores con cuatro tantos en igual número de partidos.
Llegaba la hora del siguiente desafío llamado Torneo Clausura mexicano. Y el Pájaro parecía no estar dispuesto a bajar sus pretensiones porque el 18 de enero de 2009, en la jornada inaugural del certamen, se anotaba una vez más entre los goleadores al marcar el cuarto tanto para el Pachuca que derrotó al Tigres. Asimismo, hizo posible la conversión de otro gol a través de una falta de penal de la que fue víctima. Sin embargo, con el transcurrir de la competencia el atacante no mantuvo la misma suerte con la que arrancó al inicio de temporada marcando apenas tres goles más, conseguidos recién en el último par de fechas (doblete en la 16.ª) de la fase regular que finalizó con su equipo al tope de la tabla general y alcanzando posteriormente el subcampeonato. Édgar en este torneo disputó 19 partidos, 10 como titular, todos bajo la conducción técnica de Enrique Meza.
En 2010 le llegó a Benítez el momento de celebrar su primer título junto a los tuzos al conquistar la Concacaf Liga Campeones 2009-2010, anotando además el gol decisivo cuando se jugaba el último minuto del partido de vuelta final disputado el 28 de abril.
El 22 de diciembre de 2010 se rumorea su traspaso al Toluca FC, lo cual fue descartado por Santiago Velasco, Presidente del club, al afirmar que con la llegada de Jaime Ayoví la delantera estaba cubierta.

### Cerro Porteño
A mediados de 2011 el Pachuca Club de Fútbol cede al jugador al Club Cerro Porteño por un año con opción a compra. Debutó el 31 de julio, en la primera fecha del torneo clausura, ingresando como suplente en reemplazo del juvenil Ángel Romero. Marcó su primer gol con el azulgrana el 22 de octubre en la victoria 4 a 2 ante el Sportivo Luqueño. En este torneo jugó todos los 22 partidos del campeonato, quedando su equipo en segundo puesto y marcando un total de 4 goles.
El 8 de julio de 2012 se corona campeón del Campeonato Apertura con Cerro Porteño, haciendo una excepción para que juegue los últimos partidos del Campeonato con la azulgrana para luego ir a formar parte de su nuevo equipo en México.

### Toluca
El 17 de junio de 2012, pasa a ser jugador del Toluca en forma de préstamo por el Pachuca C. F., un año después el Toluca compró al jugador a cambio de 3.5 millones de USD.
En el 2014 el Rayo Vallecano de España pujaba por sus servicios pero la contratación no se concretó.
Después de la Copa América Chile 2015 el Rayo Vallecano intentó ficharlo otra vez pero fracasó en su nuevo intento. El 3 de junio de 2015, ESPN informó en su sitio web que dos equipos españoles estarían detrás del extremo izquierdo paraguayo además de otros equipos de Portugal y de la super liga de Grecia.

### Querétaro F. C.
En 2015 fue traspasado al Querétaro F. C. y posteriormente se convirtió en jugador clave para la institución. Con este club logró el título de la Copa México Apertura 2016.

### Sportivo Luqueño
El 28 de enero de 2021 recalaría al fútbol paraguayo de vuelta, esta vez para desempeñarse en el club Sportivo Luqueño, junto con Guillermo Beltrán, con un contrato que tendría la posibilidad de extenderse hasta fin de año.

### Alianza Lima
El 7 de julio de 2021 fue confirmado su traspaso al fútbol peruano, específicamente a Alianza Lima donde su contrato era hasta mitad del 2022 y llevó la dorsal 16. Su rendimiento en el conjunto íntimo fue aceptable, siendo ubicado en diversos puestos del mediocampo ofensivo o incluso como carrilero izquierdo en la final ante Sporting Cristal. Marcó su único gol en el empate 1-1 ante Sport Huancayo registrando un total de 17 encuentros. Fue así, parte del equipo ganador del Torneo Clausura y de la Liga 1 2021. 
Para el 2022 siguió en Alianza Lima, donde igual el entrenador Carlos Bustos lo tuvo rotando entre diversos puestos de la volante. Jugó casi todos los partidos de la Copa Libertadores 2022 anotando en la derrota 2-1 ante el Colo Colo y a nivel del Torneo Apertura 2022 tuvo igual constantes participaciones registrando 14 encuentros y 1 gol en la victoria 5-2 ante Carlos Stein por la fecha 12. Al terminarse este primer torneo corto y su contrato, se decidió no renovarle el contrato porque se había planeado fichar a un lateral derecho extranjero. Si bien se fue a media temporada, también fue parte del plantel campeón de la Liga 1 2022. 

### Club General Caballero
Luego de su salida de Alianza seria fichaje del Club General Caballero (Mallorquín) a inicios del 2023 donde disputaría 11 partidos.
Luego de eso terminaría contrato con el club a mediados de ese año.

### Club Deportivo César Vallejo
A mediados de junio sería fichaje de la Club Deportivo Universidad César Vallejo para el Torneo Clausura 2023 (Perú).
Luego de haber disputado 15 partidos donde anotó 3 goles y dio 2 asistencias , sería renovado por 2 temporadas hasta 2025 . A finales del 2024 descendería de categoría.

## Selección nacional
Gracias a su buen rendimiento alcanzado en Sol de América, el 7 de octubre de 2008, fue citado por Gerardo Martino para integrar la selección nacional de su país en reemplazo de Roque Santa Cruz, quien fue dado de baja a causa de una lesión. Realizó su debut oficial una semana después, el 15 de octubre, en Asunción, ante la selección peruana, por la décima fecha de las eliminatorias sudamericanas del Mundial 2010. Entró en acción en la segunda etapa y su aporte fue fundamental para conseguir la victoria.
En aquella oportunidad, Édgar había sido protagonista de un hecho curioso que quedó para la anécdota. Tras concretarse el tanto con el cual Paraguay venció al conjunto incaico se produjo una confusión generalizada para determinar a ciencia cierta quién fue el autor del gol. Ocurrió que al preciso instante de patearse el balón hacia el arco dio la impresión de que le habían pegado al mismo tiempo Óscar Cardozo y Benítez. Incluso, la duda persistía pese a las varias repeticiones de la jugada vistas en la televisión. Finalmente, la anotación le fue adjudicada a Cardozo.
En marzo de 2009 fue nuevamente llamado, aunque en esta ocasión proveniente del Pachuca C. F., para conformar el seleccionado que afrontaría dos encuentros más por la fase eliminatoria del Mundial, primero frente a Uruguay, en Montevideo y luego contra Ecuador, en Quito. Fue utilizado por el entrenador, Martino, recién en el segundo, disputado el 1 de abril, ingresando a los 69 minutos de juego. No obstante, tuvo una actuación estelar al ser el autor (esta vez sin dejar dudas) del agónico tanto del empate ante el cuadro ecuatoriano, cuando faltaban segundos para finalizar el partido. Además, antes había tenido otras dos oportunidades para marcar. Ese fue su primer gol jugando para la albirroja.
Disputó la Copa Mundial 2010 donde su selección paraguaya alcanzó los cuartos de final al ser derrotado agónicamente por España (1-0).
Más tarde, en las eliminatorias al mundial de Brasil 2014 fue convocado por el entonces entrenador de la selección paraguaya Gerardo Pelusso donde le hizo un gol a Venezuela en Puerto La Cruz, sin embargo Paraguay no alcanzó a clasificar a dicha Copa del Mundo y se quedó por fuera al igual que las selecciones de Perú, Bolivia y Venezuela.
En medio de la crisis que atravesaba el equipo, el presidente de la Asociación Paraguaya de Fútbol; Alejandro Domínguez le ofreció el cargo de seleccionador al entrenador Ramón Díaz quien venía de hacer una campaña brillante con el River Plate de Argentina quien aceptó a mucho honor. Así las cosas, Ramón Díaz comenzó a formar un nuevo equipo y citó nuevamente al Pájaro Benítez para el primer combo de partidos amistosos ante la selección de Costa Rica en San José y México en Estados Unidos que dejaron un buen semblante como preparación a la Copa América 2015 y el mundial de Rusia 2018.

### Goles en la selección
| Resultados | Resultados | Resultados | Resultados | Lugar         | Estadio                           | Fecha                   | Tipo                             | Goles |
| ---------- | ---------- | ---------- | ---------- | ------------- | --------------------------------- | ----------------------- | -------------------------------- | ----- |
| Paraguay   | 1          | 1          | Ecuador    | Quito         | Estadio Olímpico Atahualpa        | 1 de abril de 2009      | Eliminatorias Sudamericanas 2010 | 1 gol |
| Paraguay   | 2          | 3          | Chile      | La Serena     | Estadio La Portada                | 21 de diciembre de 2011 | Amistoso                         | 1 gol |
| Paraguay   | 2          | 0          | Chile      | Luque         | Estadio Feliciano Cáceres         | 15 de febrero de 2012   | Amistoso                         | 1 gol |
| Paraguay   | 2          | 1          | Guatemala  | Luque         | Estadio Feliciano Cáceres         | 22 de febrero de 2012   | Amistoso                         | 1 gol |
| Paraguay   | 1          | 1          | Uruguay    | Montevideo    | Estadio Centenario                | 22 de marzo de 2013     | Eliminatorias Sudamericanas 2014 | 1 gol |
| Paraguay   | 1          | 1          | Venezuela  | San Cristóbal | Polideportivo de Pueblo Nuevo     | 12 de octubre de 2013   | Eliminatorias Sudamericanas 2014 | 1 gol |
| Paraguay   | 1          | 0          | Jamaica    | Antofagasta   | Estadio Regional Calvo y Bascuñán | 16 de junio de 2015     | Copa América 2015                | 1 gol |
| Paraguay   | 2          | 2          | Brasil     | Asunción      | Defensores del Chaco              | 29 de marzo de 2016     | Eliminatorias Sudamericanas 2018 | 1 gol |

Para un total de 8 goles.

### Participaciones en Copas del Mundo
| Mundial              | Sede      | Resultado        | Partidos | Goles |
| -------------------- | --------- | ---------------- | -------- | ----- |
| Copa Mundial de 2010 | Sudáfrica | Cuartos de final | 2        | 0     |

### Participaciones en Copa América
| Copa                    | Sede           | Resultado      | Partidos | Goles |
| ----------------------- | -------------- | -------------- | -------- | ----- |
| Copa América 2015       | Chile          | 4° Lugar       | 6        | 2     |
| Copa América Centenario | Estados Unidos | Fase de grupos | 2        | 0     |

## Clubes
| Club                | País          | Año           | Partidos | Goles |
| ------------------- | ------------- | ------------- | -------- | ----- |
| Libertad            | Paraguay      | 2005-2007     | 22       | 3     |
| Sol de América      | Paraguay      | 2008          | 40       | 21    |
| Pachuca             | México        | 2009-2011     | 106      | 30    |
| Cerro Porteño       | Paraguay      | 2011-2012     | 44       | 10    |
| Toluca              | México        | 2012-2015     | 135      | 34    |
| Querétaro FC        | México        | 2015-2018     | 96       | 12    |
| Libertad            | Paraguay      | 2018-2019     | 57       | 12    |
| Guaraní             | Paraguay      | 2020          | 32       | 5     |
| Sportivo Luqueño    | Paraguay      | 2021          | 18       | 4     |
| Alianza Lima        | Perú          | 2021-2022     | 38       | 3     |
| General Caballero   | Paraguay      | 2023          | 11       | 0     |
| Univ. César Vallejo | Perú          | 2023-2024     | 41       | 3     |
| Total carrera       | Total carrera | Total carrera | 627      | 136   |

### Goles en la Copa Libertadores
| Resultados | Resultados | Resultados | Resultados   | Lugar       | Estadio                     | Fecha                    | Temporada | Gol(es) |
| ---------- | ---------- | ---------- | ------------ | ----------- | --------------------------- | ------------------------ | --------- | ------- |
| Toluca     | 2          | 3          | Nacional     | Toluca      | Estadio Nemesio Díez        | 19 de febrero de 2013    | 2013      | 1 gol   |
| Toluca     | 3          | 2          | Boca Juniors | Toluca      | Estadio Nemesio Díez        | 17 de abril de 2013      | 2013      | 1 gol   |
| Guaraní    | 4          | 0          | San José     | Villa Elisa | Estadio Luis Alfonso Giagni | 29 de enero de 2020      | 2020      | 1 gol   |
| Guaraní    | 4          | 1          | Tigre        | Asunción    | Defensores del Chaco        | 17 de septiembre de 2020 | 2020      | 1 gol   |
| Colo-Colo  | 2          | 1          | Alianza Lima | Santiago    | Estadio Monumental          | 13 de abril de 2022      | 2022      | 1 gol   |

Para un total de 5 goles.

## Palmarés

### Torneos nacionales
| Título                    | Club          | País     | Temporada |
| ------------------------- | ------------- | -------- | --------- |
| Primera División          | Libertad      | Paraguay | 2006      |
| Primera División          | Libertad      | Paraguay | 2007      |
| Torneo Apertura           | Cerro Porteño | Paraguay | 2012      |
| Copa MX                   | Querétaro FC  | México   | 2016      |
| Supercopa MX              | Querétaro FC  | México   | 2017      |
| Torneo Clausura           | Alianza Lima  | Perú     | 2021      |
| Primera División del Perú | Alianza Lima  | Perú     | 2021      |
| Torneo Clausura           | Alianza Lima  | Perú     | 2022      |
| Primera División del Perú | Alianza Lima  | Perú     | 2022      |

### Copas internacionales
| Título                     | Club    | Sede            | Año     |
| -------------------------- | ------- | --------------- | ------- |
| CONCACAF Liga de Campeones | Pachuca | Pachuca de Soto | 2009-10 |

### Distinciones individuales
| Distinción               | Año  |
| ------------------------ | ---- |
| Goleador de la Interliga | 2009 |
| Condecoración Especial   | 2010 |